# Música en espera
Música en espera je argentinský romantický komediální film z roku 2009, který natočil režisér Hernán Goldfrid. V hlavních rolích filmového hudebního skladatele, který prochází tvůrčí krizí, a bankovní manažerky, jež čeká dítě, se představili Diego Peretti a Natalia Oreiro.

## Příběh
Ezequiel je rozvedený hudební skladatel, který v Buenos Aires tvoří hudbu pro filmy. Režisér Acosta, jenž dokončuje svůj nový snímek La espera, není s jeho návrhem hudby zcela spokojen a chce po něm předložit nové melodie. Termín je však velmi krátký, kromě toho má Ezequiel problémy s financemi – hypotéku od banky musí nutně splatit, přičemž počítal s honorářem z připravovaného filmu. Skladatel má navíc tvůrčí krizi, inspiraci sice hledá všude možně, nedokáže ale nic kloudného vymyslet. Když se pokouší telefonicky domluvit s někým odpovědným v bance, jednotliví referenti a manažeři jej neustále přepojují na někoho dalšího. Při přepojování na zástupkyni ředitele však Ezequiel slyší v telefonu během čekání melodii, která jej velmi zaujme. Ženu požádá, aby mu ji znovu přehrála – hudba se však ozve jiná. Proto se osobně vydá do banky, aby si hudbu poslechl. Dorazí za Paulou, zástupkyní ředitele banky, s níž telefonicky mluvil. Ta je v devátém měsíci těhotenství, ale s otcem svého dítěte, Santiagem, se rozešla krátce po početí potomka. Od té doby žije sama, i když své matce Juaně, dlouhodobě žijící v Madridu, po telefonu tvrdí, že se má se Santiagem skvěle. Problémem však je, že budoucí babička oznámila své dceři, že právě přiletěla na návštěvu do Argentiny, aby byla u narození svého vnuka.
Ani v Paulině kanceláři však Ezequiel v telefonu neuslyší tu melodii, kterou hledá, navíc podle Pauly mají v bance pro čekání na telefonu velké množství melodií. Po schůzce s ředitelem ohledně splácení hypotéky se Ezequiel potají vkrade do kanceláří a pokouší se v telefonech najít tu správnou hudbu. Ochranka jej však vyvede k Paule, která využije příležitosti. Do její kanceláře totiž právě dorazila matka, proto jí hudebníka představí coby svého přítele Santiaga. Paula se s Ezequielem nakonec dohodne, že skladatel bude 24 hodin předstírat, že je její snoubenec, zatímco ona mu pomůže najít onu hledanou melodii. Juana se pozve k dceři na večeři, proto se k ní musí na jednu noc přestěhovat i „Santiago“. Paula se svou matkou však nevychází úplně nejlépe a je radši, když její rodiče žijí ve Španělsku. Další den poslouchá Ezequiel v Paulině kanceláři postupně všechny telefonní melodie, jeho snahu ale přeruší ředitel. Po Paulině těhotenském vyšetření v nemocnici, kterého se zúčastní i Ezequiel a Juana, se „Santiago“ s matkou rozloučí, protože má odletět pracovně do Sydney. Ve skutečnosti chce dvojice pokračovat v hledání melodie, režisér Acosta ale skladateli zkrátí termín a ještě dnes chce slyšet, jakou hudbu pro film má. Na schůzce mu na naléhání o poskytnutí ještě trochy času dá dva dny, neboť na něj producenti tlačí; zároveň však režisér jedná i s dalšími skladateli.
Následující den si chce Ezequiel v Paulině kanceláři poslechnout zbytek melodií, opět je však přerušen. Tentokrát přišli údržbáři zkontrolovat telefonní ústřednu, neboť v bance zaznamenali, že telefony jsou nedostupné, což zapříčinily neustálé Ezequielovy pokusy. Pracovníci telefonní společnosti si vezmou s sebou centrální část ústředny, aby ji zkontrolovali. Dvojice je sleduje do skladu, do něhož se vloupají a skladatel se snaží melodii v ústředně najít. Paula však začne pociťovat silné porodní kontrakce, proto ji Ezequiel rychle převeze do nemocnice, kde se jí narodí chlapec Sebastián. Dorazí tam i Juana, která si s dcerou promluví a obě se usmíří. Od Pauly se také dozví pravdu o „Santiagovi“, o němž sama měla určité podezření. Ezequiel se však ve skutečnosti za tu dobu s Paulou poměrně sblížil a našel v ní i jejím synovi inspiraci, kterou přetaví do hudby k filmu. Po premiérovém promítání snímku La espera kinosál režiséru Acostovi aplauduje. Ezequiel je taky šťastný, neboť kromě úspěšné filmové hudby se oženil s Paulou.

## Obsazení
- Diego Peretti jako Ezequiel Font
- Natalia Oreiro jako Paula Otero
- Norma Aleandro jako Juana
- Carlos Bermejo jako Isidoro Goldberg
- Rafael Spregelburd jako Acosta
- Luz Cipriota jako žena ve filmu La espera
- Atilio Pozzobón jako řidič
- Pilar Gamboa jako Viviana
- María Ucedo jako Mariana
- Marcos Woinski jako Bengoa
- Alejandro Hener jako Mendizábal
- Elvira Villarino jako Mirtha
- Rafael Ferro jako Nicolás Torres

## Produkce
Snímek Música en espera je celovečerním debutem režiséra Hernána Goldfrida. První práce na scénáři filmu začala autorská dvojice Julieta Steinberg a Patricio Vega v roce 2004. Počátkem roku 2008 se se scénářem zúčastnili soutěže, kterou vyhráli, a práva k němu zakoupila produkční společnost BD Cine. Do hlavních rolí filmu byly obsazeny Natalia Oreiro a Norma Aleandro, které spolu hrály již ve snímku Cleopatra. Doplněny byly Diegem Perettim, s nímž se Oreiro setkala v několika dílech telenovely Jsi můj život. Produkce snímku byla financována prostřednictvím investorů, kteří poskytli na přelomu srpna a září 2008 veřejnou nabídku. Jednalo se o vůbec první takový pokus v argentinské kinematografii, cílem bylo získat 8,8 milionů pesos na realizaci dvou filmů, Música en espera a Motivos para no enamorarse. Natáčení filmu bylo zahájeno koncem srpna 2008, probíhalo v Buenos Aires a ukončeno bylo začátkem listopadu 2008.
Hudbu pro film složil skladatel Guillermo Guareschi.

## Vydání
Film Música en espera byl v argentinských kinech uveden 19. března 2009, v uruguayských kinosálech měl premiéru 19. června 2009. Objevil se i na některých filmových festivalech, například v listopadu 2009 na festivalu v argentinském Mar del Plata a na festivalu ve španělské Huelvě, či v první polovině roku 2010 na festivalech v Portlandu a Seattlu. Představen byl ale i na dalších festivalech (USA, Kanada, Bolívie, Kostarika, aj.), přičemž v Kanadě a v USA se dočkal omezené kinodistribuce v několika kinech v Montréalu, Los Angeles a Miami. V Česku byl snímek promítán pod festivalovým názvem Hudba na zavolání v březnu 2013 v Brně v rámci festivalu Cinema Mundi.
Na DVD vyšel film v červenci 2009.

## Přijetí
Během prvních dvou víkendů se držel snímek Música en espera na prvním místě argentinského žebříčku tržeb, během úvodního víkendu získal celkem v přepočtu 193 157 dolarů. Celkově byl nasazen v maximálně 40 kinech a v Argentině utržil v přepočtu 826 770 dolarů. V Uruguayi byl promítán nejvýše v pěti kinosálech a tamní tržby dosáhly výše v přepočtu 57 627 dolarů. Celkové tržby z kin tak činily v přepočtu 884 397 dolarů. S celkovou návštěvností 234 092 diváků v Argentině se stal pátým nejnavštěvovanějším domácím filmem roku 2009.
Film Música en espera byl nominován v pěti kategoriích (nejlepší herec, herečka, režijní debut, původní scénář, zvuk) na cenu argentinské filmové akademie Premio Sur a v pěti kategoriích (nejlepší herec, herečka, původní scénář, hudba a režijní debut) na cenu argentinských filmových kritiků Cóndor de Plata.
List La Nación zhodnotil film Música en espera jako velmi dobrý a pochválil funkční scénář s důmyslně vymyšlenou situační komikou, kousavými dialogy, vtipnými pointami i rozvíjejícími se vedlejšími postavami. Recenzentovi se líbilo i technické provedení filmu a ocenil chemii hlavni herecké dvojice Oreiro – Peretti. Snímek označil za solidní a zábavnou romantickou komedii. Rovněž deník Clarín pochválil scénář, smysl pro načasování, dobré herecké výkony i režii.